# 검볼 (애니메이션)
《검볼》(The Amazing World of Gumball)은 펜들턴 워드가 기획한 미국의 텔레비전 애니메이션이다. 2007년 2월 19일부터 2008년 8월 19일까지 방송하였다.

## 등장인물

### 워터슨 가족
- 잭 워터슨

12세의 파란 고양이이다. 별명은 검볼이다. 낙천적인 성격으로 문제를 일으키기도 한다. 친한 친구이자 동생인 폴과 여동생인 아나이스가 있다. 꼬리에 손톱이 있다. 엘모어 중학교에 다니고 땅콩소녀 페니와 사귄다. 풀네임은 잭 크리스토퍼 워터슨이다.
- 폴 워터슨

10세의 금붕어이자 검볼의 친구다. 별명은 다윈이다. 등록상은 애완 금붕어이다. 관심과 애정으로 다리와 폐가 자랐다. 1세와 2세는 잭과 헤어졌다. 잭과 함께 엘모어 중학교에 다닌다. 순수하고 착한 면이 있다. 풀네임은 '폴 레이건 카스피안 아합 포세이돈 니코데미우스 워터슨 3세'이다.
- 아나이스 워터슨

4살의 토끼이자 지적인 성격에 똑똑한 토끼이다. 하지만 친구가 없어서 친구 착각을 많이하며, 친구랑 친하다고 생각하면 기생충처럼 달라 붇는다. 잭보다 한 학년 위에서 학교를 다닌다. 자신이 아끼고 있는 조랑말 인형 데이지를 들고 다닌다.
- 니콜 워터슨 (전 이름: 니콜 세니코트)

레인보우 팩토리의 간부다. 리차드와 달리 날씬한 파란 고양이이다. 가끔 무섭지만 자식과 남편밖에 모르는 실질적인 가장이다. 리처드와 결혼했다.
- 리처드 워터슨

워터슨 가의 가장이다. 거대하고 뚱뚱한 토끼이다. 일을 하지 않고 항상 집에서 텔레비전 시청, 비디오 게임이 모든 시간을 보내는 게으른 성격이지만 무엇보다 가족들을 제일 사랑한다. 검볼과 다윈이랑 잘 놀아준다.
- 조애나 워터슨

리처드의 엄마다. 아들과 손자가 위험해지는 것을 싫어하며 아빠를 싫어한다. 왜 싫어하는지는 후술. 나이는 1948년생이며 2008년 기준으로 60세이다.
- 프랭크 워터슨

리처드의 아빠이자 조애나 워터슨의 전 부부이다. 자신이 우유를 사러간다고 말하고 오랜 시간 동안 집에 안들어왔다고 한다.

### 조연
- 토비아스 윌슨

무지개색 털로 뒤덮힌 몸에 초록 머리띠를 착용한 소년. 잭과 동시에 페니를 좋아했다.
- 사라 라토

잭과 폴을 좋아하는 아이스크림 소녀. 팬픽을 좋아한다. 만화책, 이야기 모델을 잭과 폴로 설정한다.
- 수지

실제 여성 턱이 얼굴로 되어 있어서 괴상하게 생긴 소녀. 말투가 ~이다로 끝맺는다. 아침에 일어나면 눈알 장식을 붙인다.
- 게일로드 로빈슨

잭을 귀찮게 여기는 옆집 아저씨이다. 잭을 싫어한다.
- 몰리 콜린스

인격화된 암컷 아파토사우루스다. 나무집에 사는 소녀 중 한 명. 지루한 이야기를 아주 많이 해서 잭이 피해다닌다.
- 마거릿 로빈슨

게일로드의 부인이다. 사악하다.
- 티나 렉스

암컷 티라노사우루스다.
- 앨런 킨

천사표이고 봉사를 많이하는 풍선이다. 카르멘과 사귄다.
- 페니 피츠제럴드

잭의 여자친구인 땅콩 소녀이다. 3기에서는 껍데기가 벗겨지기도 했다. 껍데기를 벗은 후엔 원하는 동물, 야수로 변신할 수 있다.
- 헥터 요툰하임

거인이며, 엄마 요툰하임 씨가 마녀다.
- 바나나 조

말하는 바나나이다. 주로 개그를 많이 한다.
- 카르멘 베르데

선인장이고, 모범생이다. 전학 오기 전 프랭클린 중학교에서 막 살았었다. 앨런과 사귄다.
- 캐리 크루거

몸이 투명한 유령이다. 유령이라는 이유 때문에 금방 먹은 음식이라도 떨어진다. 잭의 몸에 의지해 과식을 하고 다닌다. 나이는 327세다.
- 래리 니들마이어

돌이다. 마을 대부분의 일을 한다. 대학을 안나와서 집세를 못낼지도 모른다는 저소득층의 불안감으로 일을 한다. 잠을 자지도 않고 일을 한다.
- 마사미 요시다

구름 소녀이다. 분노를 느끼면 뇌운이 되는 기묘한 힘을 가진 캐릭터이다. 시즌1 사랑보단 우정에서 다윈을 남친이라고 거짓말 했던 1인이다.
- 보버트 6B

보버트 시스템에서 생산한 로봇이다. 에피소드엔 로봇 공장에서 등장했다는 사실을 알 수 있다.
- 클레이튼

빨간색 찰흙이며 모든 것으로 변할 수 있다. 거짓말이 특기이며, 시즌2 거짓말에서 잭과 폴에게 더 이상 거짓말을 하지 않겠다고 맹세를 했는데 지키지 않았다.
- 안톤

식빵이다. 배고픈 새들에게 자주 잡아먹히고, 스포일러 에피소드에서는 잭이 앤턴을 먹었다. 다행히도 안톤은 토스트굽는 기계에서 다시 태어날 수 있다. 하지만 너무 빨리 구으면 바보 안톤이, 너무 늦게 구으면 새까맣게 탄 안톤이 된다.
- 아이다호

아이다호 주의 감자밭에서 태어난 감자. 시골에서 산다.
- 윌리엄

염력을 쓰는 눈알에 날개가 붙어있는 생명체. 언제는 잭과 폴에게 화를 낸 적도 있다.
- 핫도그 맨

잭과 오래전부터 알았던 소년이다. 잭을 만날 때마다 어색해한다. 머리카락은 가발이다.
- 도넛 경찰

먹는 것을 엄청 좋아하고, 경찰인 권한을 이용하여
범죄도 저지를 때가 있다. 조금 잭 수준의 뇌를 가졌다.
- 살 레프트 썸

지문처럼 생긴 도둑이다. 거의 매시즌마다 나오고 도둑질을 할 때 항상 지문을 남기고 도망간다.
- 롭

롭은 4차원 세계에서 몰리와 같이 세상에서 버려진 존재였다. 그러나 몰리를 찾으러 온 잭과 폴 그리고 스몰을 보고 살려달라고 말했지만 모두 듣지않았고, 스몰에 차를 타고 몰리, 폴, 잭, 스몰이 빠져나갈때 트렁크에 매달려서 나갔다가 피부조직에 이상이 생겨서 끔찍한 모습으로 재탄생 되었다.

### 선생님들
- 나이젤 브라운

엘모어 주니어 학교의 교장. 교장실에 걸려있는 졸업장은 가짜고 진짜는 유실되었다.
- 스티븐 스몰

구름처럼 생긴 상담교사. 가끔식 명상을 하신다. 매우 감성적이고 남을 조언하길 좋아한다. 매일 잭과 폴이랑 만난다. 다른 행성에서 왔다.
- 코네일

개구리 선생님이다.
- 로키 로빈슨

학교의 수위 아저씨로, 게일로드 로빈슨의 내놓은 아들이다. 고등학교에서 퇴학당했다.
- 루시 시미언

모든 학생들을 싫어하는 불같은 성격의 소유자. 원숭이이고, 브라운과 사귄다.

## 에피소드
1. 디비디(The DVD)
2. 책임감(The Responsible)
3. 셋째(The Third)
4. 은인(The Debt)
5. 끝(The End)
6. 드레스(The Dress)
7. 퀘스트(The Quest)
8. 숟가락(The Spoon)
9. 우정(The Pressure)
10. 그림(The Painting)
11. 게으름뱅이(The Laziest)
12. 유령(The Ghost)
13. 미상(The Mystery)
14. 장난(The Prank)
15. 무술(The Gi)
16. 입맞춤(The Kiss)
17. 파티(The Party)
18. 환불(The Refund)
19. 로봇(The Robot)
20. 소풍(The Picnic)
21. 바보들(The Goons)
22. 비밀(The Secret)
23. 거짓(The Sock)
24. 천재(The Genius)
25. 유령(The Poltergeist)
26. 콧수염(The Mustache)
27. 데이트(The Date)
28. 동아리(The Club)
29. 지팡이(The Wand)
30. 유인원(The Ape)
31. 자동차(The Car)
32. 저주(The Curse)
33. 괴물(The Microwave)
34. 관심(The Meddler)
35. 모자(The Helmet)
36. 싸움(The Fight)

## 평가

### 수상 및 후보 등재
| 년도 | 시상식                      | 수상 부문            | 후보                      | 결과 |
| ---- | --------------------------- | -------------------- | ------------------------- | ---- |
| 2008 | 안시 국제 애니메이션 영화제 | 최고의 텔레비전 제작 | 〈퀘스트〉 ("The Quest")  | 수상 |
| 2008 | 영국 아카데미 어린이상      | 애니메이션           | 《검볼》                  | 수상 |
| 2008 | 영국 아카데미 어린이상      | 작가                 | 존 포스터와 제임스 라몬트 | 수상 |
| 2008 | 왕실 텔레비전 협회 시상식   | 어린이 프로그램      | 〈퀘스트〉 ("The Quest")  | 후보 |